# Templo de Arequipa
El Templo de Arequipa Perú, es uno de los templos construidos y operados por la Iglesia de Jesucristo de los Santos de los Últimos Días, por La Iglesia de Jesucristo de los Santos de los Últimos Días, el número 167 puesto en operaciones por la iglesia y el tercer templo construido en Perú. Está ubicado en el distrito de Cayma al norte de la ciudad de Arequipa, Perú. El edificio cuenta con 2.505 metros cuadrados de construcción.
Ubicado a una altitud de 2429 metros (7969,2 pies) sobre el nivel del mar, el templo de Arequipa es el tercer templo de mayor elevación de su tipo que hay en el mundo, después del templo de Bogotá (2552 metros (8372,7 pies) m s. n. m.) y templo de Cochabamba (2650 metros (8694,2 pies) m s. n. m.).

## Anuncio
Planes de construir el templo en Arequipa fueron anunciados por el entonces presidente de iglesia Thomas S. Monson el 6 de octubre de 2012, durante sus comentarios iniciales de la Conferencia General Semestral de la iglesia.  El templo fue anunciado al mismo tiempo que el Templo de Tucson, Arizona. Para el momento de su anuncio, aumentó el número total de templos SUD en todo el mundo a 168 y el tercero construido en el Perú.

## Construcción
El 4 de marzo de 2017, se realizó una ceremonia de la primera palada en representación del comienzo de la construcción presidido por Carlos A. Godoy. Asistieron al evento líderes eclesiásticos SUD, así como ministros de otras denominaciones incluyendo el Arzobispo Metropolitano de Arequipa Javier del Río Alba. Varias autoridades civiles estaban presentes para le ceremonia, incluyendo el alcalde de Arequipa y de Yanahuara.

## Dedicación
El templo SUD de Arequipa fue dedicado para sus actividades eclesiásticas en cuatro sesiones, el 15 de diciembre de 2019, por Ulisses Soares, miembro del cuórum de los Doce Apóstoles SUD. Con anterioridad a ello, del 15 al 30 de noviembre de ese mismo año, la iglesia permitió un recorrido público de las instalaciones y del interior del templo al que asistieron más de 80.000 visitantes.